# Obrzycko (gmina wiejska)
Obrzycko – gmina wiejska w województwie wielkopolskim, w powiecie szamotulskim. Siedzibą gminy jest Obrzycko, które jednak nie wchodzi w jej skład, stanowiąc odrębną gminę miejską. Przywrócenie Obrzycka w 1990 przez utworzenie odrębnej miejskiej gminy Obrzycko było błędem proceduralnym, którego dotąd nie naprawiono.
Według danych z 31 grudnia 2013 r. gmina miała 4430 mieszkańców.
Na terenie gminy funkcjonuje lądowisko Jaryszewo.

## Położenie
Według danych z 1 stycznia 2014 r. powierzchnia gminy wynosiła 110,84 km². Gmina stanowi 9,90% powierzchni powiatu.
Według danych z roku 2002 gmina Obrzycko ma obszar 110,65 km², w tym:
- użytki rolne: 47%
- użytki leśne: 48%

W latach 1975–1998 gmina położona była w województwie poznańskim.
Sąsiednie gminy: Lubasz, Oborniki, Obrzycko (miasto), Ostroróg, Połajewo, Szamotuły, Wronki.

## Demografia

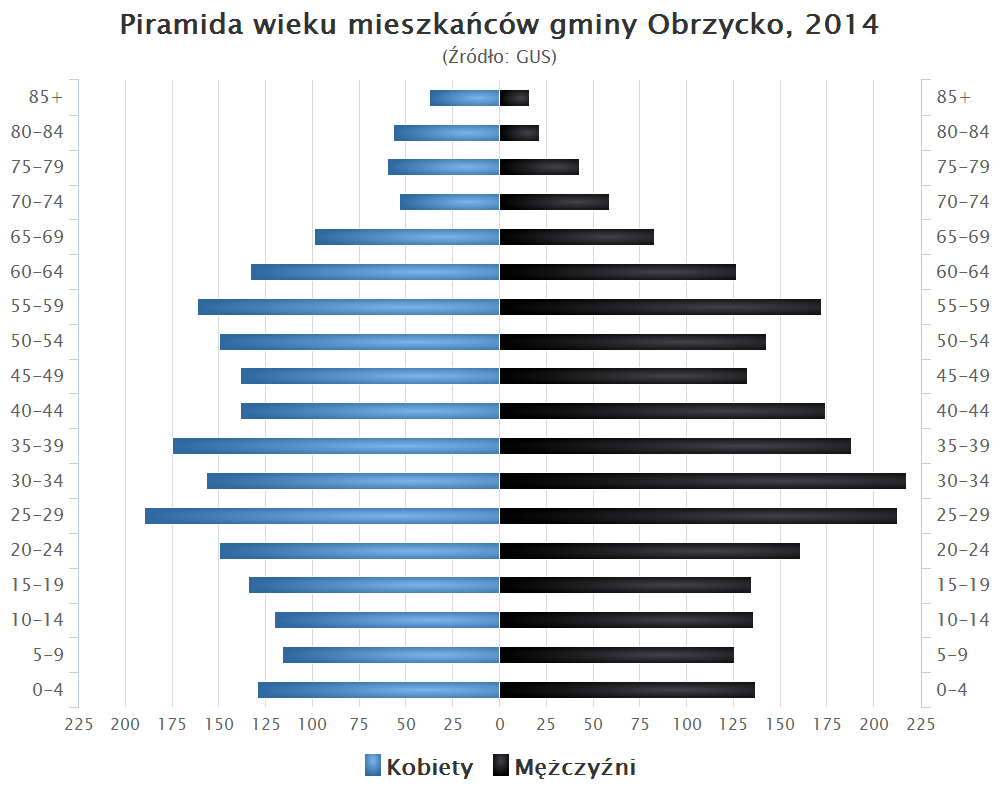
Piramida wieku mieszkańców gminy Obrzycko w 2014 roku

Dane z 30 czerwca 2004:
| Opis                              | Ogółem | Ogółem | Kobiety | Kobiety | Mężczyźni | Mężczyźni |
| --------------------------------- | ------ | ------ | ------- | ------- | --------- | --------- |
| jednostka                         | osób   | %      | osób    | %       | osób      | %         |
| populacja                         | 4241   | 100    | 2118    | 49,9    | 2123      | 50,1      |
| gęstość zaludnienia (mieszk./km²) | 38,3   | 38,3   | 19,1    | 19,1    | 19,2      | 19,2      |

## Szlaki turystyczne[7]
- Szlaki piesze

 Sieraków – Prusim – Chojno – Wronki – Obrzycko – Słopanowo, długość 102,6 km
 Szamotuły – Obrzycko – Czarnków – Trzcianka – Niekursko, długość 88,7 km
Odcinki tych szlaków, czerwonego do Wronek i zielonego do Szamotuł, wchodzą w skład Europejskiego Dalekobieżnego Szlaku Pieszego oznaczonego symbolem E-ll, prowadzącego znad Morza Północnego do przejścia granicznego w Ogrodnikach.
- Szlaki rowerowe

 Nadwarciański Szlak Rowerowy odcinek zachodni, z Poznań – Oborniki – Obrzycko – Wronki – Międzychód, długość 122 km
 Transwielkopolska Trasa Rowerowa odcinek północny, z Poznań – Szamotuły – Obrzycko – Czarnków – Trzcianka – Piła – Okonek, długość 200 km

## Samorząd
W 2013 r. wydatki budżetu gminy wiejskiej Obrzycko wynosiły 11,74 mln zł, a dochody budżetu 11,67 mln zł.
W 2013 r. wydatki na administrację publiczną w gminie wiejskiej wynosiły 2,17 mln zł.